# Paris Basket Racing
Il Paris Basket Racing è stata una società di pallacanestro di Parigi, trasformatosi nel Paris-Levallois Basket nel 2007.

## Storia
Sezione cestistica fondata nella polisportiva Racing club de France nel 1922. La prima squadra maschile divenne Racing Paris Basket nel 1989, PSG Racing Basket nel 1992, ed ancora Paris Basket Racing nel 2000. Parallelamente, la sezione maschile di basket è diventata un'associazione indipendente dal RCF nel 1992, mentre la sezione femminile resta tuttora nella polisportiva del Racing.
Nel 2006, un pool di cinque azionisti, del quale Rigaudeau è vicepresidente, condotta da Essar Gabriel, uno degli artefici del dossier della candidatura di Parigi alle Olimpiadi del 2012, ha ripreso l'80% dell'azionariato del Paris Basket Racing.. Antoine Rigaudeau divenne il direttore sportivo del club.
Nel giugno 2007, il PBR e il Levallois Sporting Club Basket firmano un protocollo di avvicinamento tra i due club, dando nascita al Paris-Levallois Basket che partecipò LNB Pro A 2007-2008 retrocedendo.

## Palmarès
- Campionato francese: 4

1950-1951, 1952-1953, 1953-1954, 1996-1997

## Lista di allenatori
- 1989-1992:  Gregor Beugnot
- 1997-1998:  Božidar Maljković
- 2001-2002:  Erik Lehmann
- 2002-2005:  Jacques Monclar
- 2005-2006:  Gordon Herbert
- 2006-2008:  Īlias Zouros